# Вашингтон переправляється через Делавер
«Вашингтон переправляється через Делавер» або «Вашингтон перетинає Делавер» (англ. Washington Crossing the Delaware) — гігантська за розміром картина, написана німецьким і американським художником Емануелем Лойце в 1851 році. Належить музею Метрополітен в Нью-Йорку. Розмір картини — 149 × 255 дюймів (378,5 × 647,7 см).

## Опис
Картина присвячена відомій історичній події часів Війни за незалежність США — форсуванню річки Делавер в різдвяну ніч з 25 на 26 грудня 1776 року, яке було здійснене Джорджем Вашингтоном і його загоном, який налічував близько 2400—2500 осіб. Після цього загін повертає до Трентону і атакує позиції гессенських солдатів, заставши їх зненацька і здобувши впевнену перемогу .
Картина написана в стилі романтизму. На передньому плані на тлі неприродно яскравого неба (хоча переправа відбувалася в нічний час) зображений генерал Джордж Вашингтон, майбутній перший президент США. Серед групи людей, що знаходяться в його човні — прапороносець полковник Джеймс Монро (майбутній п'ятий президент США), схилившись над бортом генерал Натаніель Грін, а також темношкірий Прінс Віппл — один з веслярів в передній частині човна.

## Історія

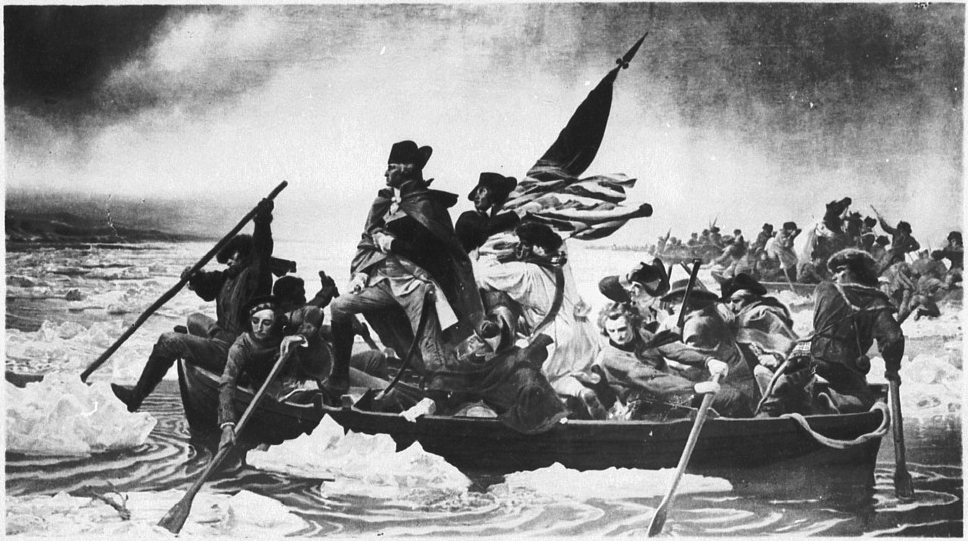
Перша версія картини

Перша версія цієї картини була почата Емануелем Лойце в 1849 році. 1850 року вона була пошкоджена пожежею в його майстерні, але потім відновлена. Після цього вона була придбана Бременським художнім музеєм (Kunsthalle Bremen), але в 1942 році була знищена в результаті бомбардування і подальшої пожежі.
Роботу над другою версією картини Лойце почав в 1850 році, і вона була закінчена в 1851 році. У липні 1851 року виставлялася в майстерні художника в Дюссельдорфі, а потім вона була відправлена в США. У жовтні 1851 року картину представлено на виставці в Нью-Йорку, після якої її купив Маршалл Робертс (Marshall O. Roberts) за величезну на ті часи суму в 10 000 доларів.
Маршалл Робертс помер в 1880 році, але картина залишалася в зібраній ним колекції до 1897 року, тоді її купив Джон Стюарт Кеннеді (John Stewart Kennedy), який подарував її музею Метрополітен.
У 1976 році в зв'язку з 200-річчям США (а також до філателістичної виставки «Інтерфіл-76») Поштова служба США випустила поштовий блок із зображенням цієї картини.
У квітні 2022 року Крістіз оголосив, що зменшена версія картини буде продана на аукціоні в травні за оцінкою від 15 до 20 мільйонів доларів.

## Невідповідності

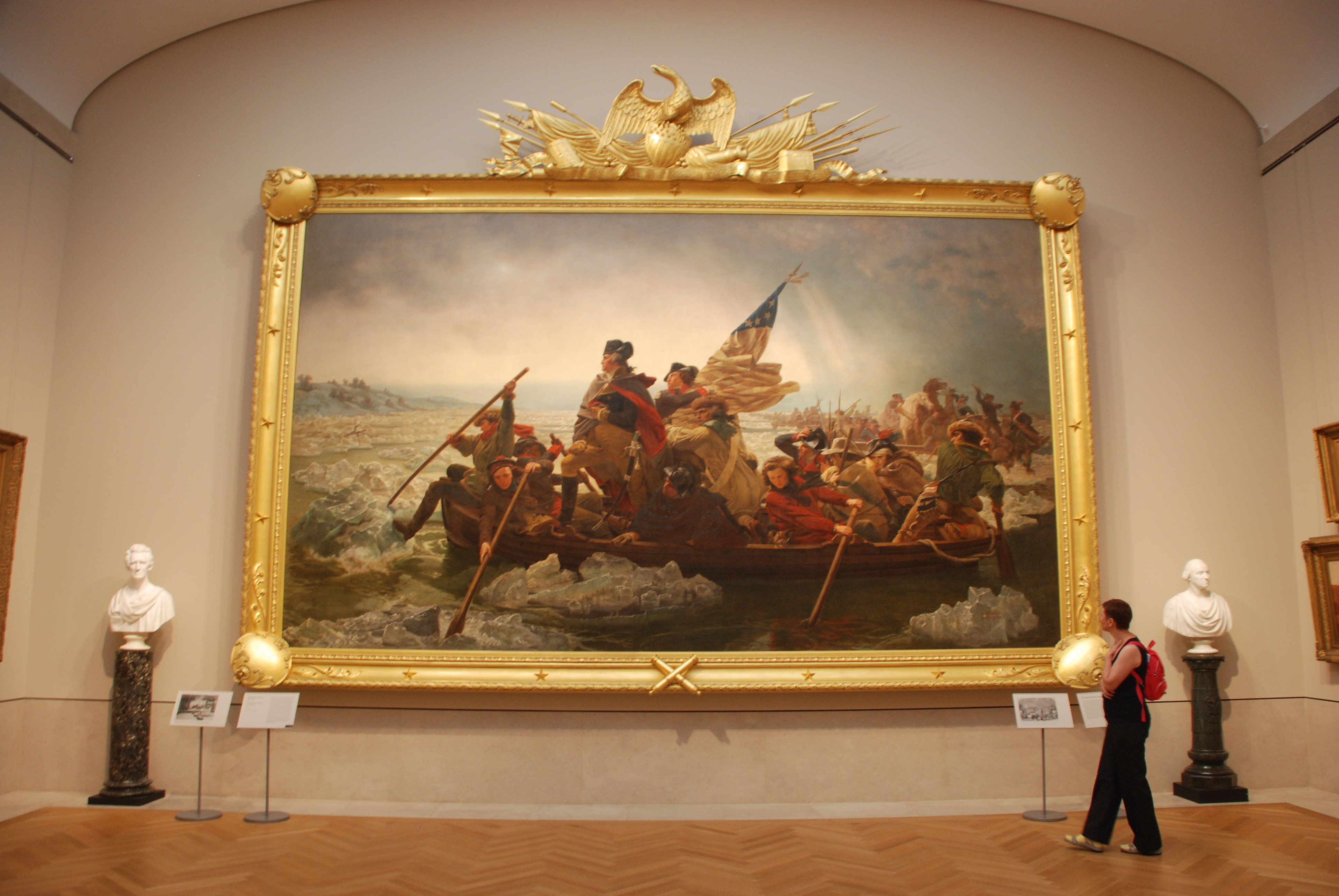
Картина в музеї Метрополітен

Дослідники відзначають ряд історичних та фактичних неточностей на картині. Як вже було зазначено, переправа відбувалася вночі, а небо світле, як вдень. Крім того, відповідно до спогадів учасників цих подій, в ту ніч йшов дощ з мокрим снігом. Далі, структура льоду не відповідає тій, що зазвичай буває на річці Делавер (там крижини більші і плоскі) — що не дивно, оскільки Лойце писав цю картину в Німеччині, ґрунтуючись на своїх враженнях від Рейну. Стояти в човні подібно до того, як зображений Джордж Вашингтон, було б вкрай небезпечно. Більш того, човни, використовувані для таких переправ, були іншого типу.
Є також деякі невідповідності, пов'язані з людьми, присутніми в човні. Майбутній президент Джеймс Монро (прапороносець) дійсно брав участь в переправі, але він був в той час молодим лейтенантом, і ймовірність того, що він опинився в одному човні з Вашингтоном, досить мала. Далі, з приводу темношкірого весляра Прінса Уіппла — немає жодних свідчень про те, що він брав участь у тій переправі. Сам Вашингтон, якому в той момент було близько 44 років, виглядає старше свого віку.
Також дискутується питання про прапор. Прапор, зображений на картині — це так званий прапор «Бетсі Росс» (Betsy Ross flag) з 13 зірками, розташованими по колу. Хоча вважається, що цей прапор був вперше запропонований влітку 1776 року, він до 1777 року широко не використовувалася.

## Випадки «цензури»
У США картина Лойце стала хрестоматійною — її зображення відтворюються в шкільних підручниках. Відомі випадки, коли шкільні адміністратори вимагали «піддати цензурі» зображення цієї картини, оскільки їм здавалося, що деталь ланцюжка годинника, прикріплена до штанів Вашингтона і складається з двох декоративних округлих прикрас червоного кольору, могла викликати у деяких учнів асоціації з геніталіями. У деяких випадках організовувалося зафарбування цієї деталі вручну в випущених тисячними тиражами навчальних посібниках.